# سونات

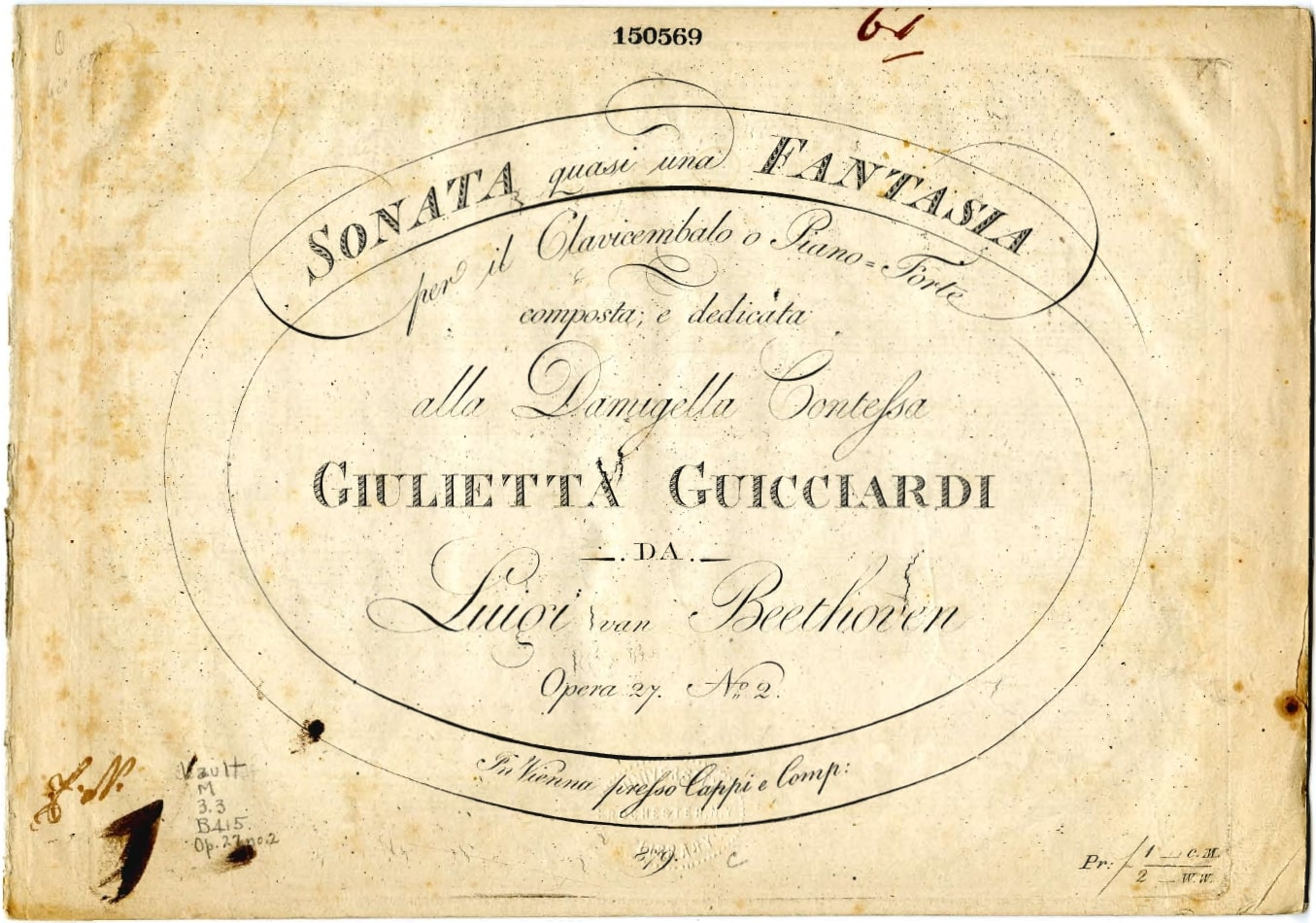
نمایی از صفحهٔ اول سونات پیانو شماره ۱۴ به نام سونات مهتاب اثر لودویگ فان بتهوون در اولین انتشار آن در ۱۸۰۲، وین

سونات (به فرانسوی: sonate، به ایتالیایی و انگلیسی: sonata) فرمی موسیقایی است که معمولاً برای ساز تک‌نواز (solo) یا موسیقی مجلسی (گروه کوچکی از سازها) نوشته شده باشد.
سونات معمولاً در دو یا چهار موومان که همه در یک کلید ولی از لحاظ درون‌مایه متفاوت‌اند تصنیف می‌شود.
سونات، چه از لحاظ لغوی و چه از لحاظ اجرا، در تقابل با فرم کانتات است. واژهٔ کانتات به معنای «آواز خواندن» است و این فرم هم توسط افراد گروه کر یا تک‌خوان اجرا می‌شود، اما سونات که به معنای «به صدا درآوردن» است، فقط برای اجرا به وسیلهٔ ساز تصنیف می‌گردد.
این فرم به صورت فزاینده در طول تاریخ موسیقی کلاسیک اهمیت یافته‌است و از آن برای تفهیم اصول و قواعد آهنگسازی در مقیاس‌های بزرگ (نظیر سمفونی) استفاده شد.
برای بیشتر سازهای موسیقی در فرم سونات موسیقی تصنیف شده‌است.

## سازبندی سونات
در دوران باروک، سونات غالباً برای یک یا چند ساز و تقریباً همیشه به‌همراه قسمت باس (برای سازهای بم نظیر کنترباس و فاگوت) تنظیم می‌شد. بعد از دورهٔ باروک، آثاری که در این فرم ساخته شده بودند به‌ویژه برای تک‌نوازی و اغلب موارد ساز شستی‌دار، یا سازی تک به‌همراه یک ساز شستی‌دار نوشته می‌شدند؛ مثلاً در دورهٔ کلاسیک، سونات‌ها بیشتر برای پیانو نوشته می‌شدند و هنگامی که سوناتی برای ساز ویولن نوشته می‌شد، قسمتی هم برای پیانو در نظر گرفته می‌شد.